# Japanoise
Japanoise (ジャパノイズ, Japanoizu) est le qualificatif donné à la scène de la musique bruitiste japonaise, particulièrement prolifique et influente, spécialement dans les années 1980 et 1990,. Il s'agit d'un mot-valise formé de « Japanese » et « noise » (en français : « japonais » et « bruit »), qui fonctionne aussi bien en anglais qu'en japonais (ジャパノイズ). Le terme est sujet à controverse car on considère quelquefois qu'il est péjoratif ou manque de sérieux. La scène japanoise a été définie par un sens de la liberté musicale presque absolu, et elle est par conséquent extrêmement diversifiée, depuis le noise rock furieux des Boredoms à la musique totalement déstructurée et le bruit chaotique de Merzbow et Incapacitants, bien que depuis quelques années le terme ait été principalement appliqué à des musiques très récentes. Le japanoise a eu une influence particulière sur les scènes de musique underground du monde entier, mais tout spécialement aux États-Unis, où il a engendré un courant dérivé parfois qualifié de harsh noise.
Nick Cain du magazine The Wire identifie les « premiers artistes japonais bruitistes comme Merzbow, Hijokaidan et Incapacitants » comme ayant majoritairement contribué au développement de la musique bruitiste au Japon dans les années 1990. Certains musiciens bruitistes japonais sont gênés par le terme de japanoise.